# Big Ones You Can Look At
Big Ones You Can Look At je VHS/DVD glazbeni video snimak američke hard rock skupine Aerosmith koji izlazi u studenom 1994. Video traje 100 min i sadrži njihove razgovore i intervjue. Naziv sugerira usku povezanost s njihovim kompilacijskim albumom, na kojemu se nalaze najbolji hitovi iz perioda 1987. – 1994., Big Ones.

## Popis pjesama
1. "Opening credits and introduction"
2. "Deuces Are Wild" (Video)
3. The Making of  "Livin' On The Edge"
4. "Livin' on the Edge" (Video)
5. The Recording of  "Eat The Rich"
6. "Eat The Rich" (Video)
7. The Making of  "Cryin'"
8. "Cryin'" (Video)
9. The Making of  "Amazing"
10. "Amazing" (Video)
11. The Making of  "Crazy"
12. "Crazy" (Video)
13. The Making of  "Love in an Elevator"
14. "Love in an Elevator" (Video)
15. The Making of  "Janie's Got A Gun"
16. "Janie's Got a Gun" (Video)
17. The Recording of "What It Takes"
18. "What It Takes" (STUDIO Video)
19. "Going On Tour"
20. "The Other Side" (Video)
21. "Picture Shoot"
22. "Dude (Looks Like A Lady)" (Video)
23. On The Set Of The Simpsons
24. "Angel" (Video)
25. "TV Promos"
26. "Rag Doll" (Video)
27. "End Credits"